# Wurmbea

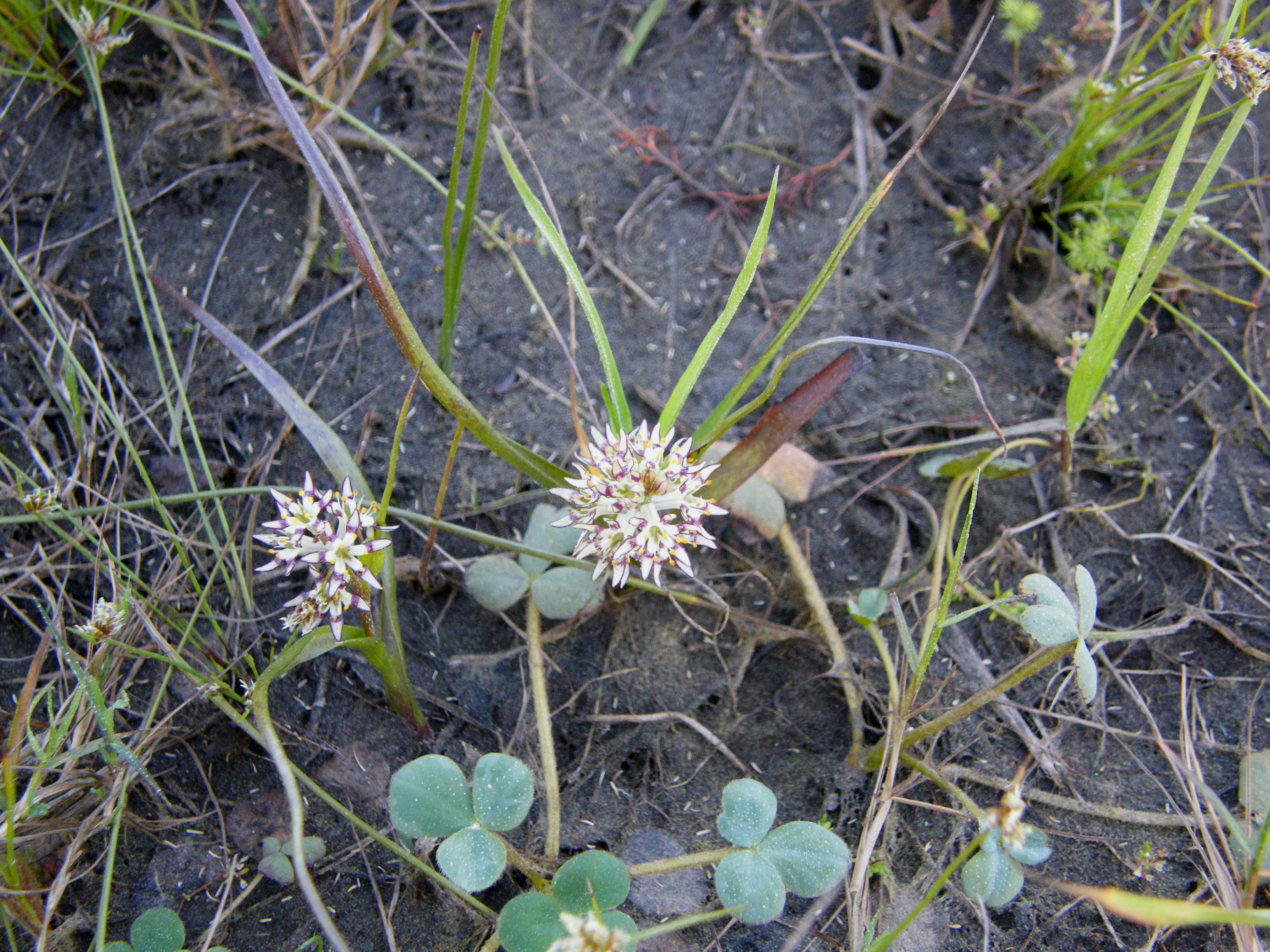
Wurmbea inusta

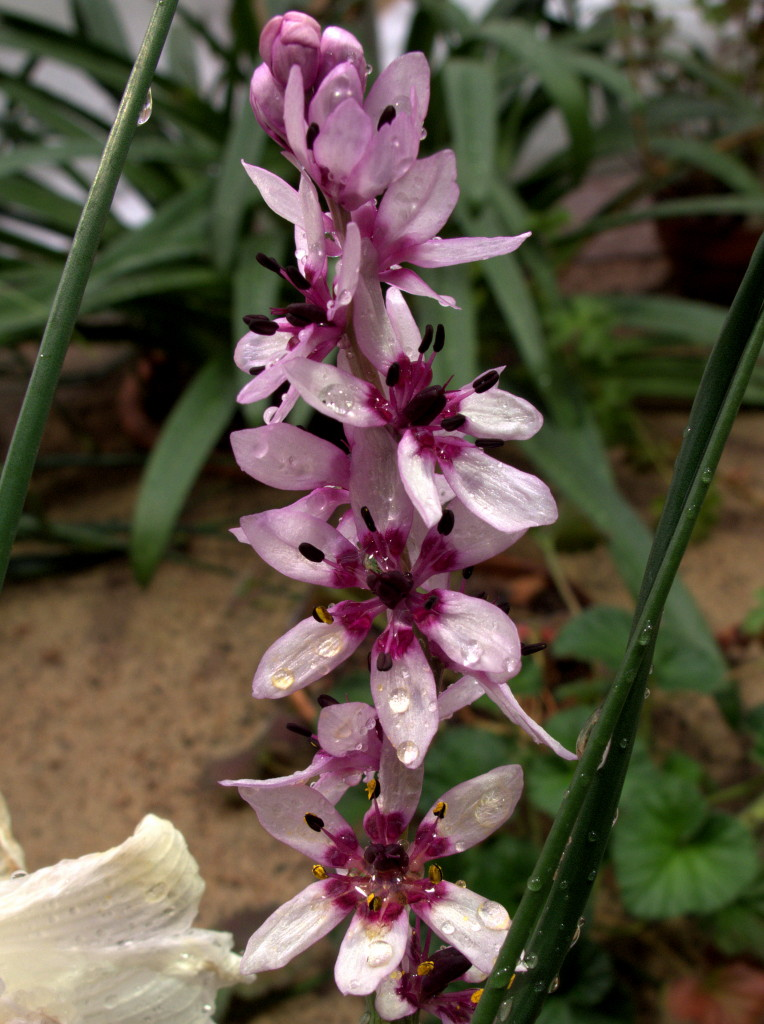
Kwiatostan Wurmbea stricta

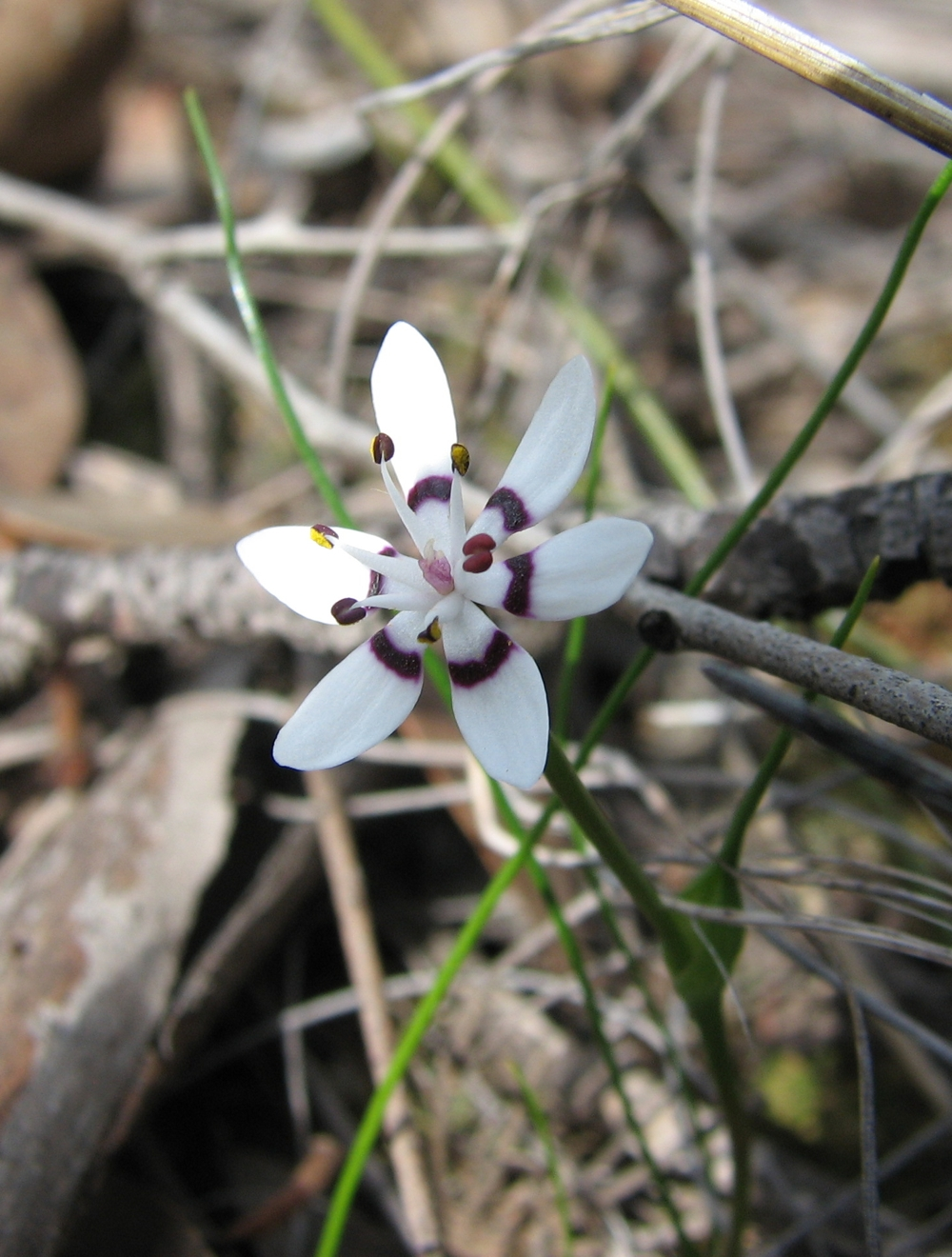
Kwiat Wurmbea dioica

Wurmbea Thunb. – rodzaj wieloletnich, ziemnopączkowych roślin zielnych z rodziny zimowitowatych, obejmujący 49 gatunków występujących w tropikalnej i południowej Afryce oraz Australii. Rośliny te zawierają silnie toksyczny alkaloid kolchicynę, flawon luteloinę oraz kwas wanilinowy i kwas salicylowy.
Nazwa rodzaju została nadana na cześć Friedricha van Wurmba, osiemnastowiecznego duńskiego przyrodnika, sekretarza Bataviaasch Genootschap van Kunsten en Wetenschappen w Holenderskich Indiach Wschodnich.

## Morfologia
PokrójDrobne rośliny zielne, osiągające wysokość od 2–5 cm (Wurmbea minima) do 10–30 cm (Wurmbea dolichantha).
ŁodygaJajowata do niemal kulistej bulwa pędowa okryta ciemną, skórzastą lub błoniastą tuniką. Pęd naziemny wzniesiony.
LiścieRośliny tworzą od dwóch do czterech liści łodygowych, nitkowatych do jajowatych, siedzących, okalających pęd tworząc pochwę liściową.
KwiatyKwiaty obupłciowe lub jednopłciowe, pojedyncze lub zebrane w kłosowaty skrętek. Okwiat promienisty, trwały. Listki okwiatu zrośnięte u nasady i tworzące rurkę, białe, kremowe lub żółtawe do czerwonych lub brązowych, niekiedy z ciemniejszymi brzegami lub wierzchołkami, często z ciemnymi miodnikami. Pręciki wyrastające do poziomu ujścia gardzieli okwiatu lub powyżej. Zalążnia cylindryczna, głęboko trójklapowana. Trzy szyjki słupka długie i smukłe lub krótkie i haczykowate.
OwoceJajowate do podługowatych torebki. Nasiona kuliste lub niemal kuliste, brązowe lub czarne.
GenetykaLiczba chromosomów 2n = 10, 14, 20, 22, 40.

## Systematyka
Pozycja rodzaju według Angiosperm Phylogeny Website (aktualizowany system APG IV z 2016)Rodzaj zaliczany jest do plemienia Anguillarieae w rodzinie zimowitowatych (Colchicaceae), należącej do rzędu liliowców (Liliales) zaliczanych do jednoliściennych (monocots).
Gatunki
- Wurmbea angustifolia B.Nord.
- Wurmbea australis (R.J.Bates) R.J.Bates
- Wurmbea biglandulosa (R.Br.) T.D.Macfarl.
- Wurmbea burttii B.Nord.
- Wurmbea calcicola T.D.Macfarl.
- Wurmbea capensis Thunb.
- Wurmbea centralis T.D.Macfarl.
- Wurmbea cernua T.D.Macfarl.
- Wurmbea citrina (R.J.Bates) R.J.Bates
- Wurmbea compacta B.Nord.
- Wurmbea decumbens R.J.Bates
- Wurmbea densiflora (Benth.) T.D.Macfarl.
- Wurmbea deserticola T.D.Macfarl.
- Wurmbea dilatata T.D.Macfarl.
- Wurmbea dioica (R.Br.) F.Muell.
- Wurmbea dolichantha B.Nord.
- Wurmbea drummondii Benth.
- Wurmbea elatior B.Nord.
- Wurmbea elongata B.Nord.
- Wurmbea glassii (C.H.Wright) J.C.Manning & Vinn.
- Wurmbea graniticola T.D.Macfarl.
- Wurmbea hiemalis B.Nord.
- Wurmbea inflata T.D.Macfarl. & A.L.Case
- Wurmbea inframediana T.D.Macfarl.
- Wurmbea inusta (Baker) B.Nord.
- Wurmbea kraussii Baker
- Wurmbea latifolia T.D.Macfarl.
- Wurmbea marginata (Desr.) B.Nord.
- Wurmbea minima B.Nord.
- Wurmbea monantha (Endl.) T.D.Macfarl.
- Wurmbea monopetala (L.f.) B.Nord.
- Wurmbea murchisoniana T.D.Macfarl.
- Wurmbea nilpinna R.J.Bates
- Wurmbea odorata T.D.Macfarl.
- Wurmbea punctata (L.) J.C.Manning & Vinn.
- Wurmbea pusilla E.Phillips
- Wurmbea pygmaea (Endl.) Benth.
- Wurmbea recurva B.Nord.
- Wurmbea robusta B.Nord.
- Wurmbea saccata T.D.Macfarl. & S.J.van Leeuwen
- Wurmbea sinora T.D.Macfarl.
- Wurmbea spicata (Burm.f.) T.Durand & Schinz
- Wurmbea stellata R.J.Bates
- Wurmbea stricta (Burm.f.) J.C.Manning & Vinn.
- Wurmbea tenella (Endl.) Benth.
- Wurmbea tenuis (Hook.f.) Baker
- Wurmbea tubulosa Benth.
- Wurmbea uniflora (R.Br.) T.D.Macfarl.
- Wurmbea variabilis B.Nord.

## Zastosowanie
Wiele gatunków tych roślin jest uprawianych w ogrodach jako rośliny ozdobne.